# Mistrovství Evropy ve volejbale mužů 1981
12. mistrovství Evropy ve volejbale mužů se konalo ve dnech 19. – 27. září v Bulharsku.
Turnaje se zúčastnilo 12 týmů, rozdělených do tří čtyřčlenných skupin. První dvě družstva postoupila do finálové skupiny, týmy na třetím a čtvrtém místě hráli ve skupině o sedmé až dvanácté místo. Mistrem Evropy se stali volejbalisté Sovětského svazu.

## Kvalifikace
| Pořadatel - Bulharsko | Přímý postup z ME 1979 - SSSR - Polsko - Jugoslávie - Francie - Itálie | Postup z Kvalifikace - Československo - Finsko - NDR - Německo - Rumunsko - Španělsko |

## Výsledky a tabulky

### Skupina A (Pazardjik)
| Datum    | Zápas             | Výsledek | Sety  | Sety  | Sety  | Sety  | Sety  |
| Datum    | Zápas             | Výsledek | 1     | 2     | 3     | 4     | 5     |
| -------- | ----------------- | -------- | ----- | ----- | ----- | ----- | ----- |
| 19. září | NDR - Německo     | 3:0      | 15:11 | 15:9  | 15:8  |       |       |
| 19. září | SSSR - Francie    | 3:1      | 10:15 | 15:12 | 15:7  | 15:10 |       |
| 20. září | SSSR - Německo    | 3:0      | 15:7  | 15:3  | 15:5  |       |       |
| 20. září | NDR - Francie     | 3:2      | 12:15 | 15:10 | 15:11 | 9:15  | 15:8  |
| 21. září | Francie - Německo | 3:2      | 15:11 | 14:16 | 15:3  | 7:15  | 15:10 |
| 21. září | SSSR - NDR        | 3:0      | 15:3  | 15:5  | 15:7  |       |       |

| Poř | Země    | Body | Zápasy | Výhry | Prohry | Sety |
| --- | ------- | ---- | ------ | ----- | ------ | ---- |
| 1.  | SSSR    | 6    | 3      | 3     | 0      | 9:1  |
| 2.  | NDR     | 5    | 3      | 2     | 1      | 6:5  |
| 3.  | Francie | 4    | 3      | 1     | 2      | 6:8  |
| 4.  | Německo | 3    | 3      | 0     | 3      | 2:9  |

### Skupina B (Burgas)
| Datum    | Zápas                      | Výsledek | Sety  | Sety  | Sety  | Sety | Sety |
| Datum    | Zápas                      | Výsledek | 1     | 2     | 3     | 4    | 5    |
| -------- | -------------------------- | -------- | ----- | ----- | ----- | ---- | ---- |
| 19. září | Polsko - Španělsko         | 3:0      | 15:2  | 15:4  | 15:6  |      |      |
| 19. září | Československo - Itálie    | 3:0      | 15:7  | 15:11 | 16:14 |      |      |
| 20. září | Itálie - Španělsko         | 3:0      | 15:4  | 15:2  | 15:6  |      |      |
| 20. září | Polsko - Československo    | 3:1      | 15:10 | 11:15 | 15:8  | 15:8 |      |
| 21. září | Československo - Španělsko | 3:1      | 15:8  | 15:9  | 9:15  | 15:1 |      |
| 21. září | Polsko - Itálie            | 3:0      | 15:3  | 15:8  | 15:12 |      |      |

| Poř | Země           | Body | Zápasy | Výhry | Prohry | Sety |
| --- | -------------- | ---- | ------ | ----- | ------ | ---- |
| 1.  | Polsko         | 6    | 3      | 3     | 0      | 9:1  |
| 2.  | Československo | 5    | 3      | 2     | 1      | 7:4  |
| 3.  | Itálie         | 4    | 3      | 1     | 2      | 3:6  |
| 4.  | Španělsko      | 3    | 3      | 0     | 3      | 1:9  |

### Skupina C (Varna)
| Datum    | Zápas                  | Výsledek | Sety  | Sety  | Sety  | Sety  | Sety  |
| Datum    | Zápas                  | Výsledek | 1     | 2     | 3     | 4     | 5     |
| -------- | ---------------------- | -------- | ----- | ----- | ----- | ----- | ----- |
| 19. září | Jugoslávie - Bulharsko | 2:3      | 9:15  | 15:8  | 6:15  | 15:12 | 10:15 |
| 19. září | Rumunsko - Finsko      | 3:2      | 15:11 | 12:15 | 10:15 | 15:5  | 16:14 |
| 20. září | Jugoslávie - Rumunsko  | 2:3      | 15:5  | 15:13 | 13:15 | 9:15  | 14:16 |
| 20. září | Bulharsko - Finsko     | 3:0      | 15:13 | 16:14 | 15:9  |       |       |
| 21. září | Jugoslávie - Finsko    | 0:3      | 14:16 | 13:15 | 5:15  |       |       |
| 21. září | Rumunsko - Bulharsko   | 3:2      | 8:15  | 15:7  | 15:11 | 12:15 | 16:14 |

| Poř | Země       | Body | Zápasy | Výhry | Prohry | Sety |
| --- | ---------- | ---- | ------ | ----- | ------ | ---- |
| 1.  | Rumunsko   | 6    | 3      | 3     | 0      | 9:6  |
| 2.  | Bulharsko  | 5    | 3      | 2     | 1      | 8:5  |
| 3.  | Finsko     | 4    | 3      | 1     | 2      | 5:6  |
| 4.  | Jugoslávie | 3    | 3      | 0     | 3      | 4:9  |

### Finálová skupina (Varna)
| Datum    | Zápas                      | Výsledek | Sety  | Sety  | Sety  | Sety  | Sety  |
| Datum    | Zápas                      | Výsledek | 1     | 2     | 3     | 4     | 5     |
| -------- | -------------------------- | -------- | ----- | ----- | ----- | ----- | ----- |
| 24. září | Polsko - NDR               | 3:0      | 15:8  | 15:10 | 15:7  |       |       |
| 24. září | Bulharsko - Československo | 3:1      | 15:10 | 15:10 | 10:15 | 16:14 |       |
| 24. září | SSSR - Rumunsko            | 3:0      | 15:2  | 15:7  | 15:3  |       |       |
| 25. září | SSSR - Československo      | 3:2      | 13:15 | 12:15 | 15:4  | 15:13 | 15:10 |
| 25. září | Rumunsko - NDR             | 3:2      | 15:12 | 15:8  | 15:6  | 15:8  | 15:7  |
| 25. září | Polsko - Bulharsko         | 3:1      | 15:6  | 15:6  | 14:16 | 15:9  |       |
| 26. září | Československo - Rumunsko  | 3:2      | 10:15 | 15:8  | 3:15  | 17:15 | 15:13 |
| 26. září | Bulharsko - NDR            | 3:1      | 15:9  | 13:15 | 17:15 | 15:6  |       |
| 26. září | SSSR - Polsko              | 3:0      | 15:12 | 15:12 | 15:12 |       |       |
| 27. září | Československo - NDR       | 3:2      | 13:15 | 15:7  | 9:15  | 15:10 | 15:12 |
| 27. září | Polsko - Rumunsko          | 3:0      | 15:8  | 15:6  | 15:12 |       |       |
| 27. září | SSSR - Bulharsko           | 3:0      | 15:3  | 15:6  | 15:2  |       |       |

| Poř | Země           | Body | Zápasy | Výhry | Prohry | Sety  |
| --- | -------------- | ---- | ------ | ----- | ------ | ----- |
| 1.  | SSSR           | 10   | 5      | 5     | 0      | 15:2  |
| 2.  | Polsko         | 9    | 5      | 4     | 1      | 12:5  |
| 3.  | Bulharsko      | 7    | 5      | 2     | 3      | 9:11  |
| 4.  | Československo | 7    | 5      | 2     | 3      | 10:13 |
| 5.  | Rumunsko       | 7    | 5      | 2     | 3      | 8:13  |
| 6.  | NDR            | 5    | 5      | 0     | 5      | 5:15  |

### Skupina o 7. - 12. místo (Pazardjik)
| Datum    | Zápas                  | Výsledek | Sety  | Sety  | Sety  | Sety  | Sety  |
| Datum    | Zápas                  | Výsledek | 1     | 2     | 3     | 4     | 5     |
| -------- | ---------------------- | -------- | ----- | ----- | ----- | ----- | ----- |
| 24. září | Jugoslávie - Itálie    | 0:3      | 6:15  | 9:15  | 5:15  |       |       |
| 24. září | Francie - Španělsko    | 3:1      | 15:5  | 15:10 | 18:20 | 15:11 |       |
| 24. září | Finsko - Německo       | 3:1      | 15:5  | 15:3  | 11:15 | 15:1  |       |
| 25. září | Jugoslávie - Německo   | 3:0      | 15:9  | 17:15 | 15:6  |       |       |
| 25. září | Španělsko - Finsko     | 3:2      | 15:11 | 15:10 | 13:15 | 11:15 | 15:4  |
| 25. září | Itálie - Francie       | 3:0      | 15:8  | 15:6  | 15:10 |       |       |
| 26. září | Jugoslávie - Francie   | 0:3      | 11:15 | 3:15  | 11:15 |       |       |
| 26. září | Německo - Španělsko    | 3:1      | 12:15 | 15:10 | 15:5  | 15:3  |       |
| 26. září | Itálie - Finsko        | 3:1      | 15:13 | 15:4  | 9:15  | 15:8  |       |
| 27. září | Jugoslávie - Španělsko | 3:0      | 15:3  | 15:5  | 15:3  |       |       |
| 27. září | Itálie - Německo       | 3:2      | 15:10 | 6:15  | 17:15 | 11:15 | 15:7  |
| 27. září | Francie - Finsko       | 3:2      | 15:10 | 15:17 | 12:15 | 15:12 | 15:13 |

| Poř | Země       | Body | Zápasy | Výhry | Prohry | Sety  |
| --- | ---------- | ---- | ------ | ----- | ------ | ----- |
| 7.  | Itálie     | 10   | 5      | 5     | 0      | 15:3  |
| 8.  | Francie    | 9    | 5      | 4     | 1      | 12:8  |
| 9.  | Finsko     | 7    | 5      | 2     | 3      | 11:10 |
| 10. | Jugoslávie | 7    | 5      | 2     | 3      | 6:9   |
| 11. | Německo    | 6    | 5      | 1     | 4      | 8:13  |
| 12. | Španělsko  | 6    | 5      | 1     | 4      | 5:14  |

## Konečné pořadí
| 12.              | Mistrovství Evropy 1981 | Z | V | P | Sety  | B  |
| ---------------- | ----------------------- | - | - | - | ----- | -- |
| Zlatá medaile    | Sovětský svaz           | 7 | 7 | 0 | 21:3  | 14 |
| Stříbrná medaile | Polsko                  | 7 | 6 | 1 | 18:5  | 13 |
| Bronzová medaile | Bulharsko               | 7 | 4 | 3 | 15:13 | 11 |
| 4.               | Československo          | 7 | 4 | 3 | 16:14 | 11 |
| 5.               | Rumunsko                | 7 | 4 | 3 | 14:17 | 11 |
| 6.               | NDR                     | 7 | 2 | 5 | 11:17 | 9  |
| 7.               | Itálie                  | 7 | 5 | 2 | 15:9  | 12 |
| 8.               | Francie                 | 7 | 4 | 3 | 15:14 | 11 |
| 9.               | Finsko                  | 7 | 2 | 5 | 13:16 | 9  |
| 10.              | Jugoslávie              | 7 | 2 | 5 | 10:15 | 9  |
| 11.              | Německo                 | 7 | 1 | 6 | 8:18  | 8  |
| 12.              | Španělsko               | 7 | 1 | 6 | 5:20  | 8  |